# Goran Nedeljković
Goran Nedeljković –en serbio, Горан Недељковић– (Smederevo, Yugoslavia, 20 de agosto de 1982) es un deportista serbio que compitió en remo.
Ganó una medalla de bronce en el Campeonato Mundial de Remo de 2008 y dos medallas de plata en el Campeonato Europeo de Remo, en los años 2007 y 2008.
Participó en los Juegos Olímpicos de Atenas 2004, ocupando el séptimo lugar en la prueba de cuatro sin timonel ligero.

## Palmarés internacional
| Campeonato Mundial | Campeonato Mundial   | Campeonato Mundial | Campeonato Mundial        |
| Año                | Lugar                | Medalla            | Prueba                    |
| ------------------ | -------------------- | ------------------ | ------------------------- |
| 2008               | Ottensheim (Austria) | Medalla de bronce  | Dos sin timonel ligero    |
| Campeonato Europeo |                      |                    |                           |
| Año                | Lugar                | Medalla            | Prueba                    |
| 2007               | Poznań (Polonia)     | Medalla de plata   | Cuatro sin timonel ligero |
| 2008               | Maratón (Grecia)     | Medalla de plata   | Cuatro sin timonel ligero |